# Shannon Cole
Shannon Cole (ur. 4 sierpnia 1985 w Sydney) – australijski piłkarz występujący na pozycji obrońcy. Zawodnik klubu Sydney FC.

## Kariera klubowa
Cole seniorską karierę rozpoczął w 2004 roku w amatorskim zespole Dulwich Hill. W tym samym roku przeszedł do Rockdale City Suns, występującego w drugiej lidze stanu Nowa Południowa Walia. W 2005 roku przeszedł do Parramatty Eagles z pierwszej ligi tego stanu. W 2005 roku trafił do nowozelandzkiego Waitakere United z New Zealand Football Championship. W 2007 roku zdobył z zespołem mistrzostwo tych rozgrywek.
W 2007 roku Cole wrócił do Australii, gdzie został graczem klubu Sydney Olympic z pierwszej ligi Nowej Południowej Walii. W 2008 roku przeszedł do Sydney FC z A-League. Zadebiutował tam 16 sierpnia 2008 roku w zremisowanym 0:0 pojedynku z Melbourne Victory. 23 sierpnia 2008 roku w wygranym 3:2 spotkaniu z Central Coast Mariners strzelił pierwszego gola w A-League. W 2010 roku zdobył z zespołem mistrzostwo tych rozgrywek.

## Kariera reprezentacyjna
W reprezentacji Australii Cole zadebiutował 3 marca 2010 roku w wygranym 1:0 meczu eliminacji Pucharu Azji 2011 z Indonezją.